# ももクロChan〜Momoiro Clover Z Channel〜
『ももクロChan〜Momoiro Clover Z Channel〜』（ももクロちゃん）は、ももいろクローバーZが様々な企画に挑戦したり、ライブやイベントの裏側をレポートするバラエティ番組。
2010年にテレ朝動画の有料コンテンツとしてスタート。2年近くで約7億円というテレビ放送外の収入に貢献したことから、2012年に「テレビ朝日社長賞」を受賞。2013年にはテレ朝動画に加えて、テレビ朝日など全国各局で地上波レギュラー放送を開始した。
2020年秋に、同じくテレビ朝日で新番組『ももクロちゃんと!』が開始されたことに伴い、本番組のテレビ朝日での放送は一旦休止となった。その後、2022年秋にBS朝日にて『おはよう！ももクロChan』の番組名で再開となった。

## 放送・配信概要
| 媒体       | 番組名                                   | 内容                                  | 放送・配信時間               |
| ---------- | ---------------------------------------- | ------------------------------------- | ---------------------------- |
| BS朝日     | おはよう！ももクロChan                   | オリジナル                            | 毎週金曜 5:00 - 5:25（早朝） |
| テレ朝動画 | ももクロChan〜Momoiro Clover Z Channel〜 | 未公開映像を加えたDX（デラックス）版※ | 毎週金曜 18:00 配信開始      |

※BS朝日より1週先行公開。2013年4月のテレビ放送開始より前の回も全てアーカイブで見られる（2010年11月よりスタートし、長さは回によって異なる）。Amazonプライム・ビデオなど、他のメディアでも配信されている。

## 主な出演者

### 現在のレギュラー
- ももいろクローバーZ（百田夏菜子、玉井詩織、佐々木彩夏、高城れに） - 全員または数名出演。
- 武内絵美（テレビ朝日アナウンサー）- 2020年4月22日～、ナレーションを担当。

### 現在の準レギュラー・不定期出演
- 飯塚悟志（東京03） - 限りなくレギュラーに近い準レギュラー。主に特定のコーナーの司会・進行役。本人による進行の他、番組キャラクター「通りすがりのおじさん」名義で声のみの進行も行う。その際、変声機で声を変えており顔出しでは出演せず、アクシデントで顔が写った場合は「通りすがりのおじさん」のイラストで隠されている（その場合、番組上では飯塚とは別人扱いとなる）。
- オテンキ（GO、のり、江波戸邦昌） - 飯塚の準レギュラー加入前の司会・進行役。2015年5月19日放送分に久しぶりに出演して以降、番組関連イベントなどに登場することがある。
- 永野 - 第1回「大人検定」が初出演。この時披露した「おさるの呼吸」というネタが受け、コーナーの1つ「肝試しChan」でも披露された。この番組への出演が、その後ブレイクするきっかけのひとつとなった。
- 飯塚高史 - 「ももクロChanカルタ」のコーナーなどで暴れながら現れる。その際に「通りすがりのおじさん」が襲われ、服を破かれるのがお約束。2017年の「ももクロChanカルタ」ではおじさんらを襲った他、高城の頭に噛みついたり、玉井を抱えあげ連れ去るなどももクロメンバーにまで被害が及んだ。
- 鈴木拓（ドランクドラゴン）- 相方の塚地武雅はモノノフとして知られているが、反して鈴木はももクロに対して無関心という立ち位置。初登場は2017年11月1日放送の「百田夏菜子の定例記者会見」。その約半年後、「こってりパトロール」、「あーりんクッキング」とたて続けに飯塚に代わって出演した。
- オラキオ・テキサス（元・弾丸ジャッキー）- 番組初期に出演。オラキオは準レギュラー、テキサスはゲスト出演の扱いであった。
- KICK☆ - 番組初期に「サイキック芸人」として度々出演し、様々な超能力をももクロメンバーに伝授（有安が放送回全てにおいてお墨付きを得る）。2015年5月19日放送分に久しぶりに出演（「キック」名義）。
- 安藤なつ（メイプル超合金）- 番組初期に出演。2015年5月19日放送分に久しぶりに出演。基本、佐々木出演回のブッキングが多いが、有安と高城の2人の企画「あっさりパトロール」にもゲスト出演した（後述）。
- 角田晃広・豊本明長（東京03） - 2015年のももクロ年越しライブにゲスト出演して以降交流を持つ。2016年6月15日放送の「打倒！百田夏菜子アクトシアター」にてメンバーの演技の相手役として初出演。さらに、2017年の「ももクロChanカルタ」では、スケジュールの都合で欠席した百田と有安に代わって出演している。
- カンニング竹山 - コーナーの1つ「あーりんの部屋」にゲスト出演して以降、公開収録時の司会などを飯塚に代わって務めることがあった。
- 弘中綾香（テレビ朝日アナウンサー） - 公開収録などで飯塚および竹山のサポート役として出演し、進行役を務める。弘中自身ももクロのファン（モノノフ）であることを公言している（推しは玉井詩織）。
- 小松靖（テレビ朝日アナウンサー）- テレビ朝日きってのモノノフアナウンサー（推しは百田夏菜子）。「桃神祭」や「夏のバカ騒ぎ」など大型ライブのリポーター役として出演し、最後は一ファンとして普通にライブ観戦に向かうのがお決まり。また、2017年の「新春ももクロChan 4時間スペシャル」内の「あーりんクッキング」では、飯塚に代わって進行を務めた。

### 過去の出演者
- 早見あかり - 2011年4月10日をもって「ももいろクローバー」を脱退した。
- 有安杏果 - 2018年1月21日をもって「ももいろクローバーZ」を卒業した[注 3]。
- 松尾由美子（テレビ朝日アナウンサー）- 2013年4月2日～2020年4月22日、地上波のナレーションを担当。[注 4]

## 主な企画
ぶらり高城れに
高城れにが自由気ままに日本全国または海外をぶらり旅する企画。第3回に玉井詩織が旅のパートナーとして初登場して以降、様々な形で途中から旅に参加するパターンが多くなっている。
高城は「土曜日のお昼にぶらり高城れにを単独番組化したい」という野望を語っている。
タイトルは日本テレビ系列で放送されている『ぶらり途中下車の旅』のパロディであり、ナレーションの松尾の口調も滝口順平を意識したものになっているが、BGMは「遠くへ行きたい」である。
ペンタゴンダービー
“ももクロはももクロの事をちゃんと理解しているのか”を確かめるクイズ企画。毎回、東京03の飯塚悟志が司会を務める（第3回はテレビ朝日アナウンサーの弘中綾香も参加）。
- ルール

メンバー1人が親となり（親は1問ずつ交代）、残り4人のうち誰が問題をクリア出来るのかを予想。親の予想が4人分全て的中していれば1ポイント獲得、1人でも予想が違えばノーポイントとなる（そのため全員がクリア失敗しようが、予想が的中していれば良いという変わったルール）。
毎回、正解数に応じてご褒美や罰ゲームがあり、第3回からは個人の正解数を競う個人賞が導入された。
（例）問題「4×9×13 この問題を解けるのは誰？」で親が百田の場合
- 親の百田の予想が「玉井・佐々木」で、結果「玉井・佐々木」が成功 ⇒ 1ポイント獲得
- 親の百田の予想が「玉井・佐々木」で、結果「玉井・佐々木・有安」が成功 ⇒ ノーポイント

肝試しchan
2013年から2015年まで毎年行われていた夏恒例企画。ある場所へと案内されたメンバーが、スタッフ・準レギュラー陣が総力を結集して作った「お化け屋敷」にて肝試しに挑戦する。
スタート直後こそ恐怖を感じるものの、毎回、永野やオラキオの登場で和んでしまう。
2013年と2015年は二人一組で、2014年は個人での挑戦。有安は二年とも一人で挑戦させられる不運に見舞われているが、2013年はマネージャーの古屋智美が、2015年はスタイリストのトシ子ちゃんがそれぞれ助っ人として参加している（※2013年…百田・玉井ペア、佐々木・高城ペア、有安・古屋ペア。2015年…百田・高城ペア、佐々木・玉井ペア、有安・トシ子ちゃんペア）。
あーりんクッキング
ママからの言いつけで、火や包丁が使えない箱入りあーりん（佐々木）。そんなあーりんでも安心かつ簡単に作れる料理を紹介する。
レシピを見ながらの作業なので、失敗はほとんどない。しかし、随所に謎のあーりんワールドが広がる（例：あーりんタイムなる不思議な時間の存在、一定時間あーりんに関することしか話せないなど）。
こってりパトロール
佐々木と玉井による企画。佐々木が隊長、玉井が隊員となり、世にはびこる様々な「こってり料理」を実際に食して調査をしていく。そして、その料理が佐々木好みの「ピンク系こってり」か玉井好みの「黄色系こってり」かを判定する。
ほとんどの回において「見習い隊員」が同行するが、まれに佐々木と玉井のみで、スタジオなどで簡易的に行われる場合もある。
上手いこと言ってお年玉（ご褒美）もらおう！ももクロChanカルタ
お正月と秋頃に行われる企画。秋頃に行われる場合には、タイトルの「お年玉」の部分が「ご褒美」に変わる。
メンバーが通りすがりのおじさんの読み上げるカルタの札をとり、その札に書かれた問題に答え、通りすがりのおじさんに正解と認められればその札を獲得できる。札を獲得した人はお年玉（ご褒美）として、壁に貼り付けられた複数のポチ袋の中から一つを選べる。ポチ袋の中身のメインは現金やQuoカードだが、一部お題が書かれたカード（「○人であーりんタイム」など）が入っている。あーりんタイムを引いた場合は、プロレスラーの飯塚高史が暴れながら乱入してくる場合がある。
2017年新春の回は百田と有安が欠席のため、代わりに東京03の角田晃広（赤）と豊本明長（緑）が参加した。
“っぽい” キング決定戦
出されたお題に1番「それっぽい」回答をしたメンバーにポイントがはいるシステム。
よって正解ではなく司会者や他の回答者が見て1番それっぽいと思った答えを書いたメンバーがポイントを獲得でき、逆に正解を出しても「失格」と見なされることがある。
一番ポイントが多いメンバーが「第○回っぽいキング」の称号を得て「鍋っぽい王冠」を授与される。回答者は全員「ポイ師」と呼ばれる。
第4回以降、百田と佐々木の不参加が続き、高城がプロデュースしたユニット・奥澤村から中村優（ピンク）と愛来（赤）が代理で参加した。
大人検定
メンバーのうち2〜5人が「大人っぽい格言」や「大人っぽい言葉のしりとり」等に挑戦する。
失敗すると多少クセのある「大人のフルコース」を食さなければならない。これまで5回実施されており、高城のみ皆勤賞を果たしている。
百田夏菜子の定例記者会見
NHK連続テレビ小説「べっぴんさん」の撮影や、自身のメイン企画が少ないことなどを理由に、冠番組にもかかわらず出演回数がめっきり減った百田を追及するため、残りのメンバーと飯塚（第2回は鈴木拓）が記者に扮し様々な質問や無茶ぶりなどをぶつける。進行はフリーアナウンサーの清野茂樹が務める。過去2回とも、放送日から半年遡った番組出演時間ランキングで百田が最下位となったが、それよりも、有安の出演時間に反比例したトーク時間の少なさに注目が集まってしまうのもお決まりであった。
ライブ会場の一角にカメラを置いたら○○が撮れました
2017年に行われた、ももいろクローバーZ ジャパンツアー「青春」の各会場の廊下や舞台裏（ケータリング前など）に定点カメラを設置すると、どんな映像が撮れるのかを検証するコーナー。大体はご当地メニューを試食するメンバー（主に、玉井・佐々木・高城）や、スタッフをイジるメンバーの様子が主であった。ただし、香川県の会場ではカメラ前に差し入れの食べ物（ケータリングを除く）が置かれていなかったため、一度もメンバーがカメラ前に現れず、唯一撮れ高ゼロとなっていた。その後、他のライブでも同企画が行われるようになり、番組の人気コーナーとなった。
クイズ！ももChanクロChan
百田夏菜子率いる「ももChan」チームと、佐々木彩夏率いる「クロChan」チームに分かれてクイズに挑戦する。各チームに助っ人として、クロChanチームには永野が、ももChanチームにはももクロと共演歴の無い芸人（第1回・第2回…三四郎、第3回…カミナリ）が加わる。MCは飯塚悟志。出題はももクロに関すること・助っ人芸人に関すること・とあるももクロに縁のある方（第1回…井森美幸、第2回…角田晃広、第3回…武井壮）に関することから。
解答方式や一部演出などは「ぴったんこカン・カン」に則している。

### 有安杏果卒業に伴い終了した企画
画伯は誰だ！？
出されたお題のイラストを描き上げる。番組初期には定期的に行われた。この企画から伝説の「有安画伯」が誕生した。また有安の陰に隠れているが、百田の画力の低さも露呈された。
有安の卒業直後の2018年1月24日（23日未明）放送分にて、久しぶりに復活。
有安杏果の大喜料理
読み方は「おおぎりょうり」。「大喜利」と「料理」の造語である。自称・ももクロ一料理上手な有安が、まさに「大喜利」のごとく出されたお題に沿ったメニューを即興で作る。先述の「あーりんクッキング」とは異なり、レシピがないので、味の保証も一切ない。サポートとしてメンバーや調理師がいるが、有安の指示でしか動くことができない。
過去3回行われ、第1回と第3回には料理研究家の浜田陽子が、第2回にはプロレスラーの邪道と小林邦昭が審査員としてゲスト出演。
あっさりパトロール
DVD「こんばんようから始めよう」第25集・第26集の特典映像に収録された企画が、満を持して地上波に進出。有安を隊長に据え、高城が隊員として同行する。
佐々木・玉井の「こってりパトロール」に対抗し、日本人が大切にしてきた「あっさり」食文化を守るべく立ち上がった。曰く、こってり組の企む「人類まんまる化計画（通称：じん丸化計画）」を阻止すべく組織された。というものの、企画自体の大枠などは「こってりパトロール」に類似し、有安好みの「緑系あっさり」か高城好みの「紫系あっさり」かを判定するというもの。
開始から安藤なつが見習い隊員としてゲスト出演していたが、「こってりパトロール」との合流後には、まさに「あっさり」そちらに鞍替えしてしまった。

## 放送・配信内容

### 別冊ももクロChan
CSのテレ朝チャンネル1 ドラマ・バラエティ・アニメにて隔週放送（に加えて再放送）されていた30分番組で、1年ほど前に配信・放送された『ももクロChan』が再編集され、オープニングにメンバーの新撮トークが加えられたもの。第1回は2011年1月8日に、第2回以降は2011年5月5日から放送されていた（2022年3月まで）。

## スタッフ

### おはよう！ももクロChan
- TD：藤田勝巳
- CAM：古俣智則
- スタイリスト：和田ケイコ
- メイク：飛田卓司
- 編集：曽根徹
- MA：加々見信吾
- 音効：久留米勇介
- キャラクターデザイン：ニイルセン
- 協力：fmt、麻布プラザ
- 企画協力：STARDUST
- AP：中村優美
- ディレクター：芳賀紗織、安妻宏洋
- 演出：佐々木敦規
- プロデューサー：鈴木さちひろ、吉田学、浅野崇
- 制作協力：FILM Design Works
- 制作著作：テレビ朝日

## Blu-ray & DVD 収録内容

### 決戦は金曜ごご6時
動画版#1〜23を収録。2011年9月21日にDVD、2015年4月1日にBlu-ray発売
第1集　燃えろ! 赤い不沈艦の巻（本編：73分・特典：59分）
- ももいろばなし
- 衣装デザインプロジェクト
- ららぽーと豊洲イベントに密着
- メルヘン大喜利　ほか
- 特典映像：ももたの夏休み、Chai Maxxの振りを完コピしよう!

第2集　うなれ! 桃色鬼軍曹の巻（本編：117分・特典：36分）
- 緊急討論!!　ももクロは何故、紅白歌合戦に出られなかったのか?
- 画伯は誰だ!
- ももいろクリスマス in 日本青年館イメージカットロケ密着!
- ももクロジェスチャー
- Zepp Osaka公演 & 関西遠征に密着　ほか
- 特典映像：あーりんの部屋

第3集　跳べ! 小さな緑の大巨人の巻（本編：107分・特典：44分）
- 超常現象講座
- ももクロ晴れ着姿で初詣、羽子板選手権
- メルヘン大喜利
- K－1ハーフタイムショーに密着!?　ほか
- 特典映像：ありやすの挑戦

第4集　さよなら! 青い美獣の巻（本編：102分・特典：35分）
- ももクロ史上最大のピンチ!早見あかり脱退告白完全版　ほか
- 特典映像：あかりんへ贈る歌 誕生のひみつ

第5集  じゃれろ! 黄色の若大将の巻（本編：111分・特典：38分）
- ももいろばなし
- 玉井詩織、わんこそばに挑戦!
- 幻の3.6 Zepp Tokyo 公演に完全密着!早見あかり突然の涙の理由とは?　ほか
- 特典映像：たまい博覧会

第6集  戦え! 紫ブロンコの巻（本編：114分・特典：36分）
- 4.10 中野サンプラザ大会の裏側、余すところなく全部見せます!
- 特典映像：たかぎ先生のふしぎ講座

### 飛び出す 5色のジュブナイル
動画版#29〜62を収録。2012年7月11日にDVD、2015年4月1日にBlu-ray発売
第7集　真っ赤なトマトを食べてみようの巻（本編：241分・特典：53分）
- Z伝説PV密着映像、仙台フリーライブ密着、ベアダー初披露
- 街宣カーで都内ゲリラ出没
- 10種競技・超人は誰なんだ〜Z”　ほか
- 特典映像：ももたの休日〜山登り編〜

第8集　黄色いカレーは飲みものですの巻（本編：253分・特典：41分）
- 2時間×3公演　Zepp Tokyo完全密着!!
- オレンジノートの感動再び
- 別冊オープニング集
- ももクロ一座
- 全員仕掛け人ドッキリ完全版　ほか
- 特典映像：玉井サービスエリア

第9集　桃のでんぶはママの味の巻（本編：251分・特典：39分）
- よみうりランド芝刈り、極楽門メイキング
- グレクロ登場!!
- 玉井　髪を切る
- ドイツ遠征セルフプロデュース
- ももラジChan　ほか
- 特典映像：あーりんの部屋

第10集　緑のキュウリは苦手ですの巻（本編：281分・特典：39分）
- 『労働讃歌』PV潜入
- シュプレヒコールツアー横浜BLITZ密着、全国5大都市ティッシュ配り
- 画伯は誰だ？
- 別冊オープニング集②　ほか
- 特典映像：やっさんの挑戦〜自転車編〜

第11集　紫はぶどうじゃないでしょナスの巻（本編：269分・特典：54分）
- 魂のシュプレヒコールツアーの裏側ドキュメント
- 熱狂!!　ももクリ in さいたまの舞台裏
- 超常現象講座　ほか
- 特典映像：ぶらり高城れに〜24時間韓国卒業旅行〜

### 時をかける5色のコンバット!
動画版#63〜97を収録、2014年4月11日にBlu-ray & DVD発売
第12集　勘違い屋のレッドベレーの巻（本編：280分・特典：37分）
- 「もも見!!」の収録現場からオープニングトーク!
- “独占!ももクノ60分Vol.2”の裏側に潜入!
- “モーレツ☆大航海ツアー2012”に完全密着!
- 緊急討論! 2011年なぜ紅白に行けなかったのか!?
- 「別冊ももクロChan」から玉井ひとり語り
- ももクロ春の一大事2012メイキング
- 特典映像：夏菜子・杏果・れにのぶらり中になんやかんや挑戦したりの休日 〜初級編〜

第13集　寂しがり屋のイエローベレーの巻（本編：292分・特典：39分）
- 幻の地上波スペシャル企画 “全力マラソンクイズ”!!
- 「別冊ももクロChan」傑作オープニングトーク集
- 「Z女戦争」MV撮影 撮影密着ドキュメント
- 「ももドラ」劇場公開中の舞台挨拶に潜入!
- 玉井詩織、元祖わんこそば全日本大会に緊急参戦!
- AD初体験の罰ゲーム敢行! 爆笑!白銀の軽井沢スキーロケ
- 特典映像：玉ちゃんのどこまでやるの! 〜テレ朝に泊まってPR大作戦〜

第14集　目立ちたがり屋のピンクベレーの巻（本編：278分・特典：36分）
- 超貴重! 初の主演オムニバスドラマ「ももドラ」メイキング
- アジア初進出! マレーシアライブに同行!
- 特典映像：あーりんの部屋（ゲスト：カンニング竹山）

第15集　恐がり屋のグリーンベレーの巻（本編：293分・特典：34分）
- ももクロ夏のバカ騒ぎSummer Dive 2012レポート
- バカ騒ぎツアー最終戦 西武ドーム大会スペシャル
- ももクロが自らのライブを徹底解説! ワイプ逆転祭り!
- 本格コントに初挑戦した子供祭りレッスン密着
- 特典映像：夏菜子・杏果・れにのぶらり中になんやかんや挑戦したりの休日 〜中級編〜

第16集　推されたがり屋のパープルベレーの巻（本編：292分・特典：32分）
- CSテレ朝チャンネル特番「ももいろクローバーZ 24時間大放送だZ」!!
- 事務所に推され隊が語る 禁断のももクロ史
- ぶらり高城れに 銀座＆人形町編
- 特典映像：夏菜子・杏果・れにのぶらり中になんやかんや挑戦したりの休日 〜上級編〜

### ど深夜★番長がやって来た!
動画版#98〜140を収録、2015年5月29日にBlu-ray & DVD発売
第17集　おまぬけ番長がやって来た!の巻（本編：268分・特典：44分）
- ももクロChan in 富士急ハイランド
- 配信100回記念特別企画 キャンプ場で大騒ぎ
- あの名場面を振り返る!「ももクロChan」思い出トーク
- 配信100回記念特別企画 おまけ未公開集!
- 「SUMMER SONIC 2012」にももクロ参戦!
- プライベート秘話続々! ももクロ秘密基地トーク集
- “テレビ朝日社長賞” 賞金の使い道を考えよう
- 特典映像：百田夏菜子の“YOU”は何しに東京へ？ 〜Why did you come to Tokyo？〜

第18集　はらぺこ番長がやって来た!の巻（本編：255分・特典：40分）
- 祝! 紅白歌合戦初出場＆大反省会スペシャル
- 帰ってきた! ビリを決めよう10番レース
- ぶらり高城れに 〜北海道編〜
- 「ももクロ大冒険II」トークショー
- 特典映像：ぶらり高城れに 春の息吹を感じながら茨城を食べ歩いて身もココロも綺麗になっちゃう旅　〜玉ちゃん編〜

第19集　てへぺろ番長がやって来た!の巻（本編：258分・特典：35分）
- 「ももいろクリスマス2012」秘蔵メイキング
- 移動中のバスで、突然“あーりん＆れにが罰ゲーム”?
- 意外な場所からこんにちは!! 「別冊ももクロChan」オープニングトーク
- ももクロの振り付け師 ゆみ先生 香川をゆく
- 「独占!ももクノ60分」沖縄公演
- 特典映像：あーりんの部屋（ゲスト：大久保佳代子）

第20集　かみかみ番長がやって来た!の巻（本編：301分・特典：39分）
- 初のアコースティックライブ「白秋」密着SP!
- 「Neo STARGATE」MV撮影の舞台裏に潜入
- 「5TH DIMENSION」ツアー 完全ドキュメント
- マス寿司三人前が「子供祭り2013」会場視察で大はしゃぎ
- 「ももクロChan」地上波進出! あの有名人からの発表VTRにメンバー大興奮!
- 祝! 地上波 ちゃぶ台トークで“こんばんよう”誕生
- 当たり前の事に初挑戦!? “あーりんやす はじめて対決”
- 「2013 西武ドーム大会 星を継ぐもも」完全密着
- ヒミツの“高城部屋”から爆笑トークをお届け
- 特典映像：やっさんの挑戦「有安、ドラムやりたいってよ」

第21集   きてれつ番長がやって来た!の巻（本編：284分・特典：43分）
- ぶらり高城れに 〜川越編〜
- ぶらり高城れに 〜夏を先取り 江の島編〜
- 緊急企画! 百田夏菜子のメンバーサプライズ
- 帰ってきた名物企画 “超人は誰なんだ〜Z”
- 別冊れにChan!? オープニングトーク集
- 特典映像：ぶらり高城れに 春の息吹を感じながら茨城を食べ歩いて身もココロも綺麗になっちゃう旅　〜高さん編〜

### こんばんようから始めよう。
地上波で2013年5月〜2014年8月に放送された番組企画を中心に完全収録、2017年4月5日にBlu-ray&DVD発売。
第22集 恐怖!きもだめしchanの巻（本編：238分・特典：39分）
- ももたかぎ腹筋崩壊!?大人になるための「大人検定」
- 爆笑川柳で日産スタジアム大会の意気込みを発表!
- 「夏のバカ騒ぎ2013日産スタジアム大会」の舞台裏!
- 走れメロスで「感想文30分1本勝負」添削でまさか!?
- 夏の緊急特別企画「恐怖!きもだめしchan」
- はじめての始球式!!楽天マー君がメンバーを猛特訓!
- 百田に挑戦!「新カリスマ大喜利決定戦」で珍回答続出!
- 特典映像：百田さんと○○についてお話ししたい人たちが来ています。

第23集 玉井一人でももクロchanの巻（本編 : 271分・特典映像：36分）
- 「Ozzfest Japan 2013」に“アイドル”なのに参戦!!
- 「アニサマ2013」舞台裏“週末超人レスラー”登場!
- ももクロがモノノフに!?「ももクラシックin武道館」
- 独占密着! 全国8ヶ所「GOUNNツアー」
- イメージ撮影現場から「玉井一人でももクロchan」
- 別冊ももクロchan ももクリに向けて意気込みバストーク!
- 特典映像：玉井バスツアー「あーりんがかわいく撮れるスポット探し 富士山編」前編

第24集 出動!あーりんロボの巻（本編：263分・特典映像：35分）
- 「あーりんロボ」出動! お悩みをズバッと解決!!
- 業界騒然!「抜き打ち歌詞テスト」
- 「33分ノンストップトーク」おしゃべりスキルに成長は?
- 目指せ大きいマトリョーシカ!『コサックダンス対決』
- 「ももクロ春の一大事2014国立競技場大会」
- ももクロデビュー当時の思い出の地へ!
- 特典映像：玉井バスツアー「あーりんがかわいく撮れるスポット探し 富士山編」後編

第25集 絶叫!これが大喜料理だ!の巻（本編：311分・特典映像：34分）
- 鳥カフェで絶叫!「杏果の鳥嫌い克服プロジェクト」
- 帰ってきた「大人検定」に推され隊が悶絶!
- 杏果の料理企画!大喜利×料理「大喜料理」
- 伝説の名物企画再び!!「画伯は誰だ?リターンズ」
- 好評第3弾!「杏果の鳥嫌い克服プロジェクト」
- 特典映像：こってりに宣戦布告!?「あっさりパトロール」①

第26集 ぶらり!旅する高城れにの巻（本編：287分・特典映像：31分）
- 「ぶらり高城れに〜柴又編〜」
- 「ぶらり高城れに〜東京下町編〜」
- ももクロの未来を占う「風をよむ」
- 「ぶらり高城れに〜春の房総編〜」
- 特典映像：こってりに宣戦布告!?「あっさりパトロール」②

### バラエティ少女とよばれて
地上波で2014年〜2015年に放送された番組企画を中心に完全収録、2018年2月28日にBlu-ray&DVD発売。
第27集 夏のパイ祭り少女とよばれての巻（本編：254分・特典：23分）
- あの恐怖企画が帰ってきた!第2回肝だめしChan!!
- 「夏のバカ騒ぎ2014日産スタジアム2ＤＡＹＳ」の裏側!
- 桃神祭2014メイキング第1弾ＯＰ映像撮影を密着取材
- 百田夏菜子20歳の誕生日に密着!
- 桃神祭2014メイキング第2弾　レッスン舞台裏に密着!
- 第3回高城れにサインプレゼント企画
- 特典映像：究極のフリートーク集 ちゃぶ台Chan Part1

第28集 美容室少女とよばれての巻（本編 : 215分・特典映像：30分）
- 玉井待望のメイン企画「玉井美容室」!!
- トーク力を磨け!!新企画「徹子Chan」
- ももクロがモノノフに!?「ももクラシックin武道館」
- 賀正!ももクロChanから新年のご挨拶　2015
- 上手いこと言って賞金ゲット!?お年玉争奪!新春カルタ対決!
- 特典映像：究極のフリートーク集 ちゃぶ台Chan Part2

第29集 魔法の国のクッキング少女とよばれての巻（本編：230分・特典映像：26分）
- 「ママも安心 あーりんクッキング」
- ちゃぶ台トーク！
- 待望の第2弾!「ママも安心 あーりんクッキング」
- 女祭り2014 貴重な舞台裏を公開!
- 特典映像：究極のフリートーク集 ちゃぶ台Chan Part3

第30集 甘噛み少女とよばれての巻（本編：233分・特典映像：30分）
- 第３回大人検定
- 5人揃って こんばんよう！ももクロChanボックストーク!
- テレ朝夏祭り2014公開収録
- 邪道外道ＤＶＤ　出演権利証調印式
- 特典映像：究極のフリートーク集 ちゃぶ台Chan Part4

第31集 フーテン少女とよばれての巻（本編：209分・特典映像：34分）
- ぶらり高城れに　秩父で大人の休日を背伸びして楽しみたいSP
- 辞書を引いてどれだけ盛り上がれるか!?れにと詩織の「辞書の時間」
- ももクリ2014 速報＆メイキング
- 特典映像：究極のフリートーク集 ちゃぶ台Chan Part5

### 芸能人のゴールデンタイム
地上波で2015年〜2017年に放送された番組企画を中心に収録、2019年7月31日にBlu-ray&DVD発売。
メンバーが1人減ったが、5巻同時リリースの商品構成に変更なし。ただし、各メンバーをフィーチャーした4巻と全員を取り上げた1巻から成る。
数々の芸能人から「よく番組を見ている」という報告を受けることから、『芸能人のゴールデンタイム』というタイトルとなった。
第32集 百田夏菜子のナニのる!? 〜遊んで遊んでロケざんまい編〜（本編：230分・特典：36分）
- だざいふ遊園地で気分はWデート
- 百田夏菜子のナニのる!？inよみうりランド
- 辞書の時間
- 桃神祭2015＆男祭り2015
- ぶらり高城れに　秋の横浜 夜長を楽しむ旅
- 特典映像：玉ちゃんの美味しいカレー味を食べ尽くすぞ！ feat.高城れに 前半戦

第33集 ももクロ Chan かるた&大人検定〜奇跡の踊り食い 鼻にタコ侵入編〜（本編 : 252分・特典映像：37分）
- 2017新年の挨拶＆書き初め
- 恒例!2017新春ももクロChanカルタ!!
- 玉井＆佐々木の大喜料理
- 第4回大人検定
- 玉井詩織せかいへはばたく
- 特典映像：玉ちゃんの美味しいカレー味を食べ尽くすぞ！ feat.高城れに 後半戦

第34集 こってりパトロール登場! 〜豚バラと背脂とマヨネーズ編〜（本編：263分・特典映像：35分）
- こってりパトロール
- 桃神祭2016お祭り行脚あーりん＆しおりんグルメ紀行
- 第4回あーりんクッキング
- 特典映像：あーりんのそうだ！グランピングに行こう！！feat.百田夏菜子 前半戦

第35集 ぶらり高城れに 〜港のターカタカさんヨコスカ編〜（本編：237分・特典映像：25分）
- ももクリ直後　高城れにのクリスマスに満月を見よう
- 高城れにソロコンサート舞台裏に密着
- ぶらり高城れに 〜港のターカ・タカさん・ヨコスカの旅〜
- こってりパトロール in 長野
- 特典映像：あーりんのそうだ！グランピングに行こう！！feat.百田夏菜子 後半戦

第36集 禁断の舞台裏アラカルト 〜日本全国飛び回ろう!編〜（本編：222分・特典映像：27分）
- ぶらり高城れに　香川グルメ街道をゆく
- あーりんソロコンAYAKA-NATION2016に密着
- お礼参りの旅 あやたかが行く秋田・男鹿編
- ハイサイれにちゃん
- 特典映像：玉ちゃんの美味しいカレー味を食べ尽くすぞ！feat.高城れに & あーりんのそうだ！グランピングに行こう！！feat.百田夏菜子 おまけの蔵出し珍プレー集

### 笑う門には桃来る
地上波で2018年〜2020年に放送された番組企画を中心に収録、2021年6月30日にBlu-ray&DVD発売。
第37集 定点カメラに桃来る（本編：226分・特典映像：30分）
- ももいろクローバーZ　JAPAN TOUR 青春 シーズン3 定点観測 徳島、和歌山、愛知、静岡、青森、秋田、岐阜、山形、埼玉、大分、宮崎、山梨、熊本、鹿児島
- 百田の休日in韓国
- 第1回ピザの女王Chan決定戦
- 特典映像：百田の夏菜子と佐々木のあーりんを今回くらべてみました 前半戦

第38集 こってり料理に桃来る（本編：249分・特典映像：32分）
- こってりパトロール in 春日部
- ももいろクローバーZ　JAPAN TOUR 青春 シーズン4 定点観測　沖縄、長野、群馬、高知、愛媛
- こってりパトロール in 千代田区、台東区
- “あんた飛ばしすぎ”MV密着
- 特典映像：ももクロChan　名場面カードバトル 前半戦

第39集 オカルト現場に桃来る（本編：252分・特典映像：36分）
- 高城オカルト倶楽部
- 第5回あーりんクッキング
- 特典映像：百田の夏菜子と佐々木のあーりんを今回くらべてみました 後半戦

第40集 ぶらりと伊豆に桃来る（本編：237分・特典映像：30分）
- ぶらり高城れに ～春の伊豆を先取りする旅～
- ももクロ関係者ぶっちゃけアンケート
- ももクロChan新世代MCオーディション
- 特典映像：ももクロChan　名場面カードバトル 後半戦

第41集 春の東近江に桃来る（本編：255分・特典映像：27分）
- ももクロ 春の一大事2018　舞台裏に密着
- 百田夏菜子がなんて答えるかダービー
- 2018 季節外れのももクロChanカルタ
- 祝10周年!!ももクロが抱える諸問題を解決したい徹底討論
- 特典映像：今回くらべてみました＆名場面カードバトル未公開集

### 思えば遠くへ来たももだ。
地上波で2018年〜2021年に配信された番組企画を中心に収録。2023年2月3日にBlu-ray&DVD発売。
第42集 因縁の悪役レスラー引退に花を添えよう！（本編：236分・特典：18分）
- お年玉争奪！2019新春ももクロChanカルタ対決！！
- 引退するプロレスラー・飯塚高史選手に感謝の言葉を届けよう！
- 第4回クイズももChanクロChan
- 第5回クイズももChanクロChan
- 特典映像：『ももクロChan』10周年記念 オンラインプレミアムライブ！～最高の笑顔でバラエティ番組～ Vol.1

第43集 コッテリドライブでドゥ・ユ・ワナ・ダンス？（本編 : 209分・特典映像：37分）
- こってりパトロールの休日～あーりん＆しおりんの静岡ドライブ旅
- AYAKA NATION 2018舞台裏に密着
- ももクロミュージカル初挑戦「ドゥ・ユ・ワナ・ダンス？」舞台裏に密着
- 特典映像：『ももクロChan』10周年記念 オンラインプレミアムライブ！～最高の笑顔でバラエティ番組～ Vol.2

第44集 ドラマとライブの舞台裏をたっぷりどうぞ！（本編：221分・特典映像：51分）
- ドラマ「チャンネルはそのまま！」撮影現場に潜入！！
- 第1回街角ケンカ列伝
- 第2回街角ケンカ列伝
- 平成最後の夏の祭典・MomocloMania2018 リポート
- ももいろクリスマス2018　舞台裏リポート
- 別冊ももクロChanOP　～Momoclo Mania 2018のリハーサル中に～
- 特典映像：『ももクロChan』10周年記念 オンラインプレミアムライブ！～最高の笑顔でバラエティ番組～ Vol.3

第45集 定点カメラは見た！ 〜青春ツアー最終章〜（本編：263分・特典映像：16分）
- 青春ツアーシーズン３の舞台裏から秘蔵映像を大放出！
- 青春ツアーシーズン４定点観測
- 夏菜子・れに・アンゴラ村長の仲良くなろう女子会
- 特典映像：『ももクロChan』10周年記念 オンラインプレミアムライブ！～最高の笑顔でバラエティ番組～ Vol.4

第46集 渓谷ぶらりで「引退したんじゃないの！？」（本編：230分・特典映像：39分）
- ぶらり高城れに　～東京ドイツ村で永野が来る前に一人で遊んじゃう旅～
- こってり渓谷散歩
- 高城れにソロコンサート まるごとれにちゃん2018 舞台裏に密着
- ももクロ春の一大事in黒部市 舞台裏密着＆定点観測SP
- 別冊ももクロChanOP　～春の一大事OP撮影の現場から～
- 30分で3役目指せ！ももクロ一致ポーカーfeat.かが屋

## 番組イベント

### ももクロChan Presents ももいろクローバーZ 試練の七番勝負
東京キネマ倶楽部にて行われた、ももクロと各界著名人によるトークイベント（ただし、episode.1【第7戦】は日比谷野外音楽堂、【番外編】は中野サンプラザ）。苦手とされるトーク力を鍛える目的で始まった。タイトルの由来は「ジャンボ鶴田試練の十番勝負」より。DVDとしても発売されており、テレ朝動画『ももクロChan』でもダイジェストが配信されている。書籍では、「スペシャルマッチ」と題して担当マネージャーの川上アキラ等との対戦も含めて収録している。

#### episode.1
2011年4月11日 - 17日開催
- 第1戦 「VS. バラエティ」 有野晋哉（よゐこ） / 見届け人：山里亮太（南海キャンディーズ）
- 第2戦 「VS. お金」 金子哲雄・田中秀臣 / 見届け人：清野茂樹・山里亮太
- 第3戦 「VS. アメリカ」 デーブ・スペクター / 見届け人：山里亮太
- 第4戦 「VS. プロレス」 武藤敬司 / 見届け人：山里亮太
- 第5戦 「VS. プロファイリング」 吉田豪 / 見届け人：山里亮太
- 第6戦 「VS. アニソン」 水木一郎 / 見届け人：山里亮太
- 第7戦 「VS. ロック」 ザンジバルナイト

書籍
『ももクロChan』 Presents ももいろクローバーZ 試練の十番勝負（太田出版、2011年9月29日） ISBN 978-4-7783-1280-0
- 第8戦 「VS. 大人」 川上アキラ / 立会人：吉田豪
- 第9戦 「VS. 演出」 佐々木敦規 / 立会人：吉田豪
- 第10戦 「VS. リーダー」 和田彩花（スマイレージ） VS. 百田夏菜子 / 立会人：吉田豪

DVD
ももクロChan presents 試練の七番勝負（キングレコード、2012年1月25日）

#### episode.2
2012年1月30日 - 2月5日開催
- 第1戦 「VS. お茶の間」 SHELLY / 見届け人：古坂大魔王
- 第2戦 「VS. ラジオ」 吉田照美 / 見届け人：山里亮太
- 第3戦 「VS. テレビ」 テリー伊藤 / 見届け人：山里亮太
- 第4戦 「VS. UFO」 矢追純一 / 見届け人：山里亮太
- 第5戦 「VS. ファンキー」 在日ファンク / 見届け人：バカリズム
- 第6戦 「VS. コメディ」 バナナマン / 見届け人：古坂大魔王
- 第7戦 「VS. 国際情勢」 渡部陽一 / 見届け人：山里亮太・古坂大魔王

書籍
『ももクロChan』Presents ももいろクローバーZ 試練の七番勝負2012（太田出版、2012年4月27日） ISBN 978-4-7783-1320-3
- 第8戦 「VS. 大人」 川上アキラ

DVD
ももクロChan presents 試練の七番勝負 episode2（キングレコード、2012年11月28日）

#### episode.3
2013年1月28日 - 2月3日開催（書籍・DVDの発売なし）
- 第1戦 「VS. オカルト」 矢追純一・島田秀平 / 見届け人：山里亮太
- 第2戦 「VS. リアクション」 ダチョウ倶楽部 / 見届け人：山里亮太
- 第3戦 「VS. 教育」 尾木直樹 / 見届け人：山里亮太
- 第4戦 「VS. 映画」 本広克行 / 見届け人：バナナマン・山里亮太
- 第5戦 「VS. 政治」 飯島勲 / 見届け人：カンニング竹山・山里亮太
- 第6戦 「VS. お父さん」 勝谷誠彦 / 見届け人：山里亮太
- 第7戦 「VS. 浅草」 Wコロン他浅草芸人 / 見届け人：山里亮太

ライブレポート - テレ朝動画

#### 番外編
2015年4月21日、中野サンプラザにて開催（書籍・DVDの発売なし）
- 「VS. 女子プロレス」 ブル中野・神取忍 / 見届け人：飯塚悟志

### ももクロChan Presents ももクロ大冒険
来場者参加型イベント。番組で使用した直筆のアイテムや実際のライブで使用した衣装・小道具等が展示された。レシーバーを有料でレンタルすると、ももクロメンバーの声で出題されるクイズに答えながら見学できた。
| 回次  | イベント正式名                                                   | 開催期間                 | 会場                                |
| ----- | ---------------------------------------------------------------- | ------------------------ | ----------------------------------- |
| 第1回 | ももクロChan Presents ももクロ大冒険 〜遥かなる紅白神殿〜        | 2012年4月28日 - 5月10日  | 六本木ヒルズ多目的スペースumu       |
| 第2回 | ももクロChan Presents ももクロ大冒険2 〜北の大地と古のベアダー〜 | 2012年9月28日 - 10月15日 | 札幌PARCO                           |
| 第3回 | ももクロChan Presents ももクロ大冒険3 〜天空の戦士たち〜         | 2015年7月18日 - 8月31日  | 六本木ヒルズ展望台 東京シティビュー |

### ももクロChan 10周年記念オンラインプレミアムライブ！　～最高の笑顔でバラエティ番組～
2021年11月6日にインターネット生配信された、ももクロChanの配信開始10周年を記念した企画。ミニライブ、コント、バラエティーコーナーといった内容で2時間にわたって配信された。配信の模様は、「ももクロChan Blu-ray&DVD 第9弾 思えば遠くへ来たももだ。」第42集～第45集の特典映像に収録されている。
- 出演者
  - 百田夏菜子
  - 玉井詩織
  - 佐々木彩夏
  - 高城れに
  - 飯塚悟志（東京03）
  - 鈴木拓（ドランクドラゴン）
  - 徳井健太（平成ノブシコブシ）
  - 土佐兄弟
  - 東京ホテイソン
  - 弘中綾香（テレビ朝日アナウンサー）

### 第2回　ももクロChan オンラインプレミアムライブ！　～最高の笑顔でバラエティ番組～
2023年1月28日にインターネット生配信された、ももクロChanの配信企画。前回のオンラインプレミアムライブと同様の構成で、ミニライブ、コント、バラエティーコーナーといった内容が2時間にわたって配信された。
- 出演者
  - 百田夏菜子
  - 玉井詩織
  - 佐々木彩夏
  - 高城れに
  - 飯塚悟志（東京03）
  - Yes!アキト
  - ザ・たっち
  - 東京ホテイソン
  - 土佐兄弟
  - パーマ大佐

### ももクロChan The Show
2023年8月31日にEXシアター六本木で開催された番組イベント。過去2回、配信のみであった「ももクロChanオンラインプレミアムライブ」が有観客で開催された形のイベントである。トーク、バラエティ企画、ミニライブといった内容が披露された。イベントの模様は、インターネット配信もされた。
- 出演者
  - 百田夏菜子
  - 玉井詩織
  - 佐々木彩夏
  - 高城れに
  - 飯塚悟志（東京03）
  - 土佐兄弟
  - かが屋

### ももクロスペクタルミーティング in ららぽーと柏の葉　～振り返ればノールールだった15年は宝物～ 【第2部】ももクロChan presents スペシャルイベント
2023年11月4日に、ららぽーと柏の葉で開催されたイベント企画。ももクロが2011年までに何度もフリーライブを行ってきたららぽーと柏の葉にて、12年ぶりに開催された無料イベントである。これまでの番組振り返りや、過去の番組内企画に再挑戦する企画などが行われた。イベントの模様は、テレ朝動画ももクロChan #681～#683で配信されている。
- 出演者
  - 百田夏菜子
  - 玉井詩織
  - 佐々木彩夏
  - 高城れに
  - GO（オテンキ）
  - のり（オテンキ）

※【第1部】は『あそぼう！ぐーちょきぱーてぃー』の公開収録で、未就学児を含むファミリー客を対象としたイベントであった。